# Dodo zu Innhausen und Knyphausen

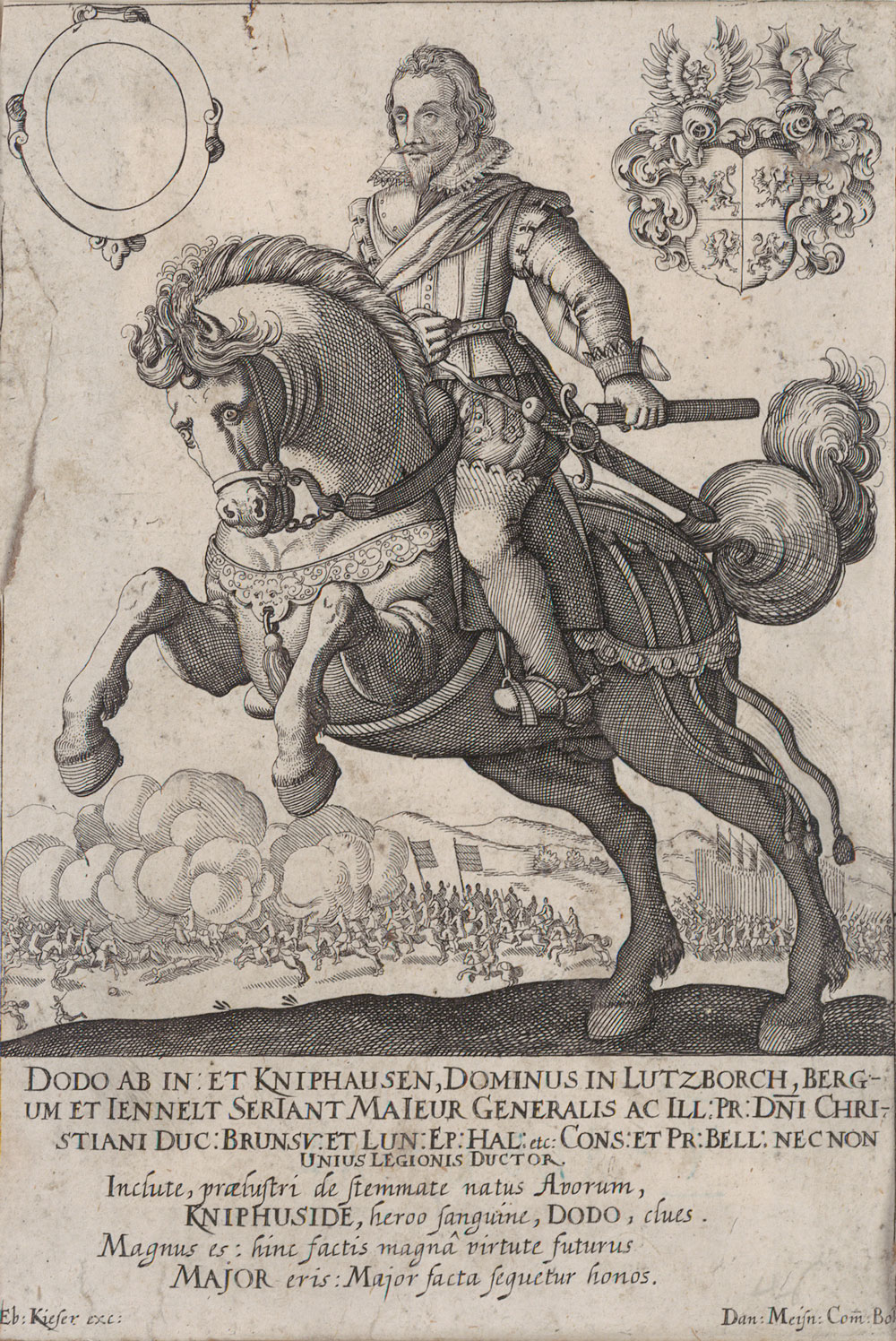
Kopparstick av Dodo zu Innhausen und Knyphausen.

Dodo zu Innhausen und Knyphausen, född 22 juni 1583 i Lütetsburg utanför Norden, Ostfriesland, död den 1 januari (gamla stilen) 1636, var riksfriherre  och  fältmarskalk i svensk tjänst.

## Biografi
Efter att ha gått i krigets skola under Moritz av Oranien och som sändebud närvarat vid Karl IX:s kröning trädde han i hansestädernas och sedan i den 1608 bildade Evangeliska unionens tjänst och tog aktivt del i krigshändelserna. 
Efter nederlaget vid Stadtlohn 1623 beskylldes han för förräderi och dömdes till döden, men blev snart frikänd, varefter han kämpade tappert under Mansfeld, men blev tillfångatagen av Wallenstein. Sedan kom han i dansk krigstjänst och kort därefter i engelsk. 1629 anställdes han i svensk tjänst som generalmajor och värvade ett regemente i Nordtyskland och deltog sedan i Gustav II Adolfs tyska fälttåg. 
Han intog Wolgast (1630), sökte, fast förgäves, överrumpla Greifswald och utmärkte sig vid belägringen av Demmin. I mars samma år var han placerad i staden Neubrandenburg men blev belägrad av kejserliga styrkor på cirka 12 000 man under Tilly. Gustaf Adolf mönstrade sin egen armé som bestod av cirka 19 000 man. Men då hären hade varit utan sold var trupperna opålitliga och hade uppträtt mycket odisciplinerade och kungen beslutade att inte söka strid med Tilly. Trots motstånd så blev Neubrandenburg intagen och Knyphausen togs till fånga. Han blev däremot utväxlad efter en tid.
Vid Nürnberg stötte han åter till hären och anförde vid Lützen svenskarnas andra linje. Enligt sin vana undvikande strid, men tapper, när det gällde, yrkade han enligt uppgift efter konungens död på återtåg; men då han däri ej åtlyddes, bidrog han väsentligt till slagets lyckliga utgång. 
Efter att 1633 ha blivit utnämnd till fältmarskalk förde han jämte sin trätobroder hertig Georg av Lüneburg befälet i nordvästra Tyskland och vann tillsammans med denne vid Oldendorf (vid Weser) en seger över de kejserliga styrkorna i juni 1633. Efter en fruktlös belägring av Hildesheim vintern 1633–34 drog han sig tillbaka från krigsbullret, endast sökande att hämnas på hertig Georg och att öka sina besittningar. 
Sedan han åter mot slutet av 1635 med franskt understöd, men i svenska kronans namn, uppställt en här, stupade han vid Haselünne (i kretsen Meppen). Han är begraven i Jennelt, Krummhörn. Knyphausen var en utmärkt officer, klok och tapper, men har blivit beskylld för överdriven försiktighet. Protestantismens sak var han orubbligt tillgiven.